# کیاسر
کیاسَر یکی از شهرهای واقع در ساری و استان مازندران ایران است.
این شهر در ۷۰ کیلومتری جنوب شهر ساری واقع شده و جزو بخش چهاردانگه ساری می‌باشد
بلندایش از تراز دریا ۱۳۷۸ متر است و جمعیت آن در واپسین سر شماری در سال ۱۳۹۵ برابر ۴,۳۸۵ نفر بوده که این آمار نشان‌گر کاهش جمعیت نسبت به سال‌های پیش است.

## موقعیت جغرافیائی
کیاسر از هر سو محاط در کوه است به جز قسمت شمال غربی که به دشت کیاسر راه دارد. جادهٔ ارتباطی از همین دشت به کیاسر متصل می‌شود.
- شمال: کوه‌های اجیر لنگه، نستر نسترا، اسب‌زین و ململی
- جنوب: زرکوه و کوه کل‌سر
- غرب: شاه‌کوه
- شرق: کوه کل‌پشت و کوه فتلا (گویا تغییریافتهٔ فتح‌الله است)

## خاستگاه نامگذاری

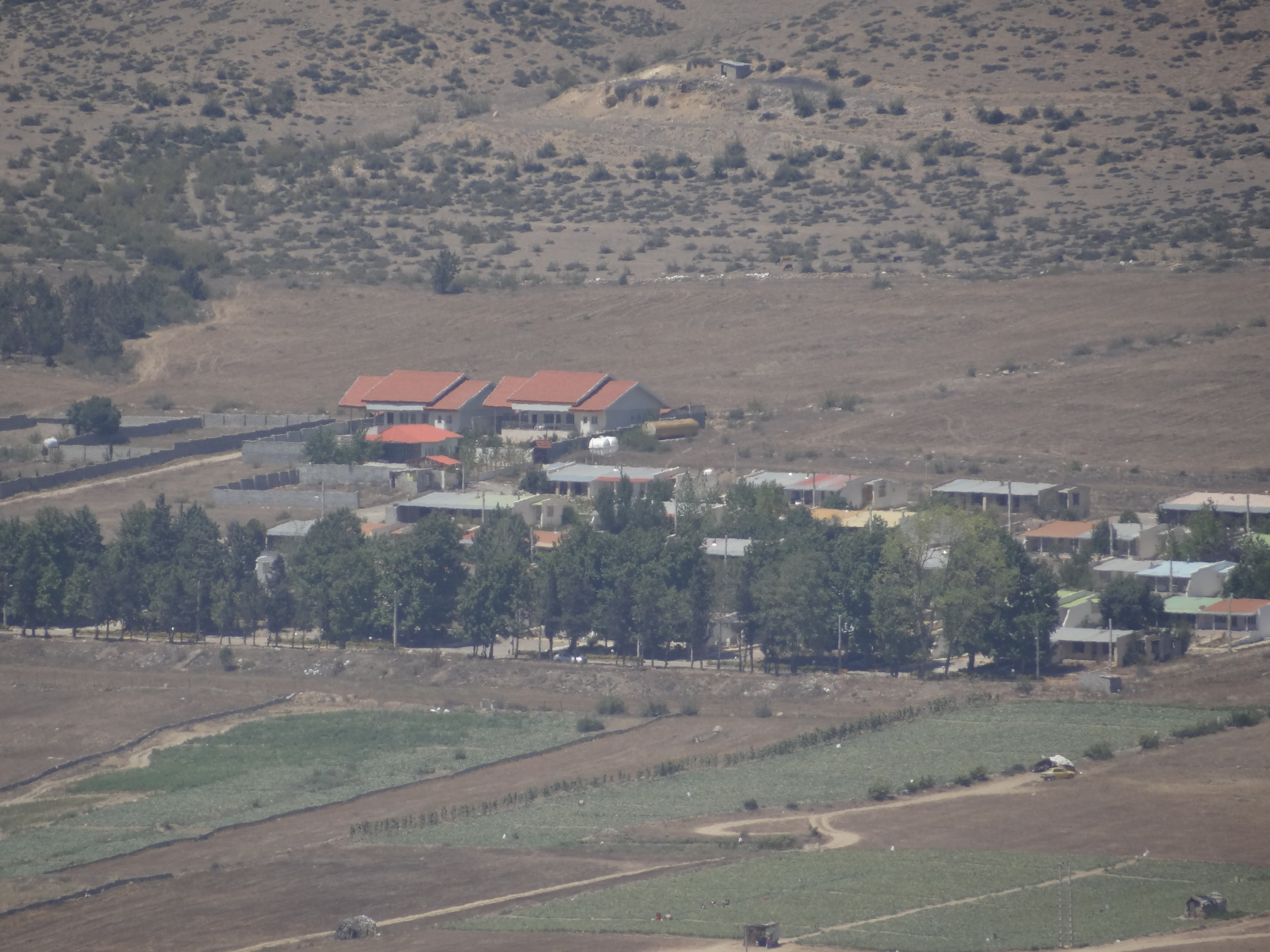

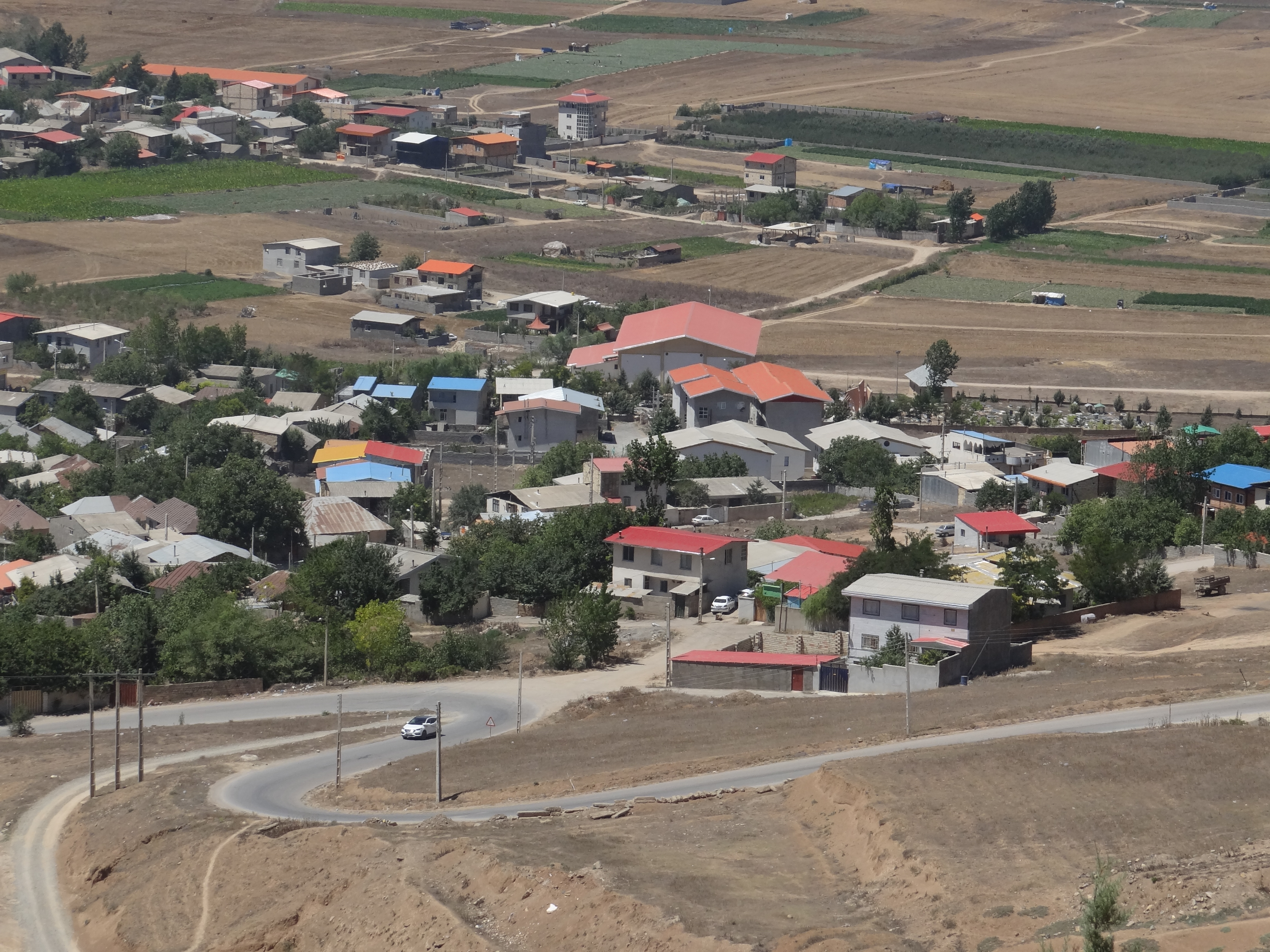

نام کیاسر منسوب به کاووس پسر کی‌قباد کیانی است. او فرمانروای تبرستان و مقر فرمانروایی‌اش نیز هزارجریب و قارن‌کوه بود. از همین روی کیاسر را در گذشته‌ای نزدیک با نام کیوس‌سرا (کیاسرا) می‌شناختند چنانکه نخستین حاکم دولتی چهاردانگه به نام «حسن اعظام قدسی» نامور به «اعزام‌الوزاره» که از سوی وثوق‌الدوله، نخست‌وزیر قاجاریه در سال ۱۲۹۸ خورشیدی به عنوان حاکم چهاردانگه به کیاسر آمد در خاطرات خود در تمام جا از «کیاسرا» نام برد.

## تاریخچهٔ آموزش به سبک نوین
با اینکه بیشتر روستاهای ایران در دورهٔ پهلوی دوم صاحب دبستان شدند، در کیاسر پایه‌گذاری مدرسه به سبک نوین، به پیش از پادشاهی رضاشاه برمی‌گردد:

### عهد قاجار
حسن اعظام قدسی نامور به اعظام‌الوزرا در نشستی با کدخدایان ۷ محلهٔ کیاسر و شماری از معتمدین تصمیم به بنای مدرسه در کیاسر می‌گیرد.
وی دربارهٔ گشایش این مدرسه چنین می‌نویسد: «از طرف هیئت، دعوتی از محترمین دهات اطراف کیاسر به عمل آمد و نیز اعلان شد که هر کس از اهالی دهات که مایل باشد می‌تواند حاضر شود. مدرسه افتتاح گردید در چهار اتاق که هر کدام شش میز و نیمکت گذارده شده بود و در این مدرسه ۳۰ نفر دانش‌آموز مشغول به درس خواندن شدند.» متأسفانه اعظام‌الوزاره هیچ تاریخی برای گشایش مدرسه و نام آموزگارانش یادآور نمی‌شود.

### عهد پهلوی اول
- نخستین دبستان: در سال ۱۳۰۴ در کیاسر برپا شد؛ و شیخ سیف‌الله یساری نخستین آموزگار آن بود.
- نخستین دبیرستان: در سال ۱۳۳۸ دبیرستانی با ۱۹ دانش‌آموز کار خود را در کیاسر آغاز کرده بود که به دلیل اختلافات محلی شکست خورد. ۲۰ سال بعد، در سال ۱۳۵۸ دبیرستانی به نام «البرز» برپا شد (به صورت مختلط). این دبیرستان در سال ۱۳۶۰ به «امام حسین (ع)» تغییرنام داد.
- نخستین مدرسهٔ راهنمایی: در سال ۱۳۵۲ به نام مدرسهٔ راهنمایی البرز به صورت ملی برپا گردید (به صورت مختلط). در سال ۱۳۵۹ نام این مدرسه به «شهید مطهری» تغییر یافت. (نخستین مدرسهٔ راهنمایی در سطح کشور، سال ۱۳۵۰ پس از دگرگونی نظام آموزشی پایه‌گذاری شد)

ادارهٔ آموزش و پرورش چهاردانگه به صورت نمایندگی در سال ۱۳۵۲ برپا و در سال ۱۳۶۱ مستقل شد و شمس‌علی اکبری به عنوان نخستین رئیس آموزش و پرورش بخش چهاردانگه شروع به فعالیت نمود.

## جمعیت
بر اساس سرشماری سال ۱۳۹۵ جمعیت این شهر برابر با ۳٬۳۸۴ نفر جمعیت بوده‌است. مردم کیاسر به گویش ساروی زبان مازندرانی گویش می‌کنند.

## مشاهیر
سید حسن شجاعی کیاسری، نماینده ادوار دوم، سوم، چهارم و هفتم در مجلس شورای اسلامی و یکی از نویسندگان کتاب تفسیر نمونه
سید رمضان شجاعی کیاسری، نماینده ادوار هشتم و نهم مجلس شورای اسلامی و مدیرکل اسبق صدا و سیمای مرکز مازندران
استاد مهدی محمدنژاد کیاسری ، شاعر محقق و نویسنده، 
مهدی زمانپور کیاسری کارگردان، نویسنده، تهیه کننده و مدرس دانشگاه صداوسیما. بیش از ۱۰۰ حضور بین المللی و ۵۰ جایزه ملی و بین المللی در عرصه سینمای مستند. 
ملا عبدالله کیاسری (از مجتهدان منطقه در عهد قاجار)
سمانه محسنی داور بین‌المللی فوتبال بانوان.
محسن کریمی کیاسری بازیکن پیشین استقلال.